# Kwartet (seksualiteit)

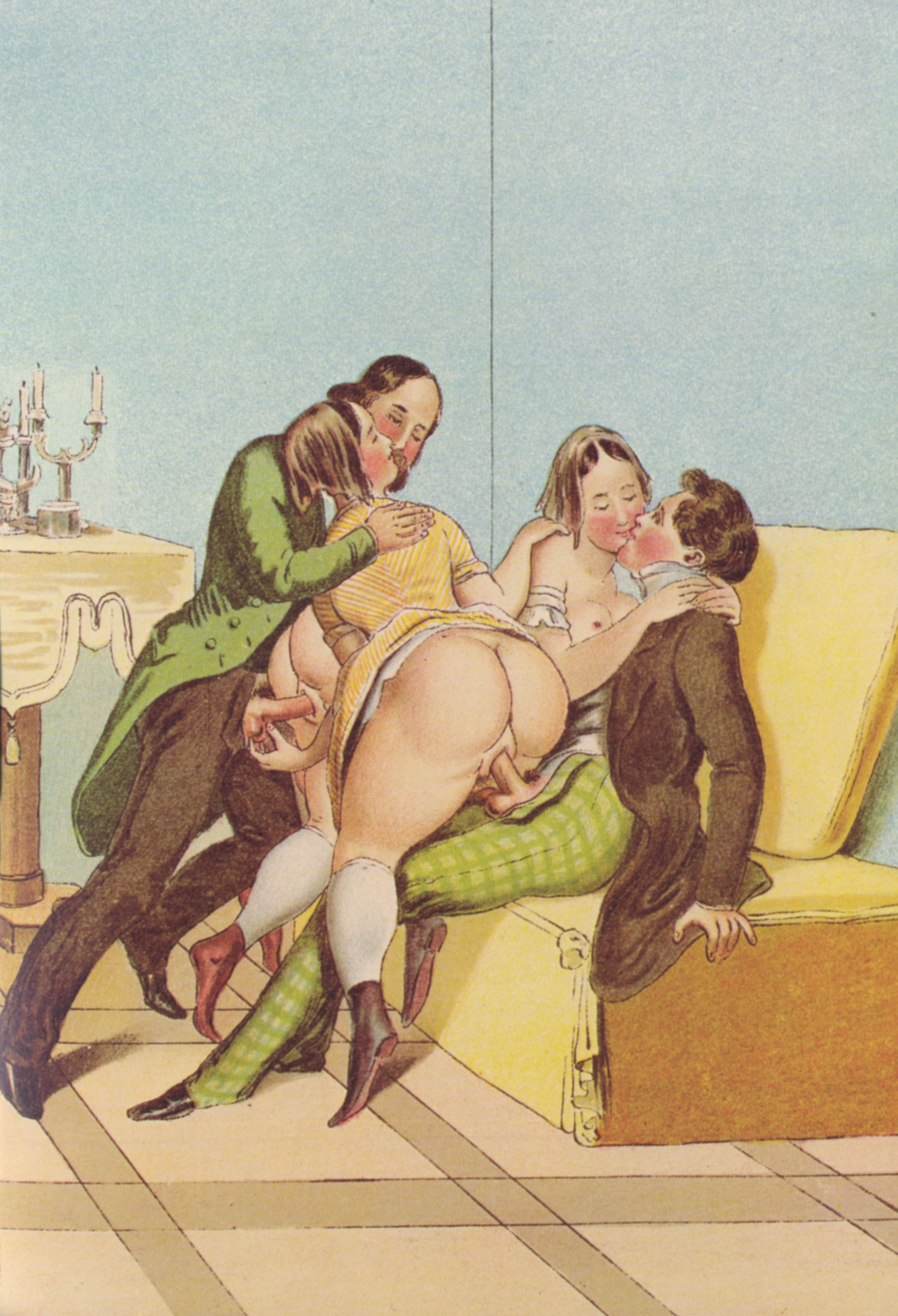
Een kwartet, geïllustreerd door Peter Fendi

Een kwartet is een vorm van groepsseks waaraan vier personen deelnemen. Indien de samenstelling twee koppels met een liefdesrelatie betreffen is een kwartet een vorm van swingen.
Gedurende de activiteit kan een kwartet opgesplitst worden in twee koppels. Door het kunnen terugvallen op twee koppels is er minder kans op uitsluiting dan bij een trio. Wanneer twee koppels los van elkaar seksuele handelingen verrichten wordt ook wel gesproken van parallelseks.

## Varianten
Afhankelijk van de samenstelling qua geslacht en heteroflexibiliteit zijn verschillende varianten mogelijk:
- VMMM – Een vrouw vergezeld van drie mannen die seksuele handelingen met de vrouw verrichten maar niet met elkaar.[4]
- MVMM – Een manvrouwkoppel vergezeld van twee mannen die aanvullend seksuele handelingen met de vrouw verrichten maar niet met elkaar.[5]
- MMMV – Drie mannen die zowel seksuele handelingen met elkaar verrichten als met de vrouw.[5]
- VMVM – twee koppels die met de eigen partner en de partner van de ander heteroseksuele handelingen verrichten.[6]
- MVVM – twee koppels waarbij de mannen met de eigen partner en de partner van de ander heteroseksuele handelingen verrichten en de vrouwen ook onderling.[6]
- VMMV – twee koppels waarbij de vrouwen met de eigen partner en de partner van de ander heteroseksuele handelingen verrichten en de mannen ook onderling.[6]
- biseksueel kwartet – alle vier de personen verrichten onderling seksuele handelingen.[6]